# 義大利-達爾馬提亞語支
義大利-達爾馬提亞語支（Italo-Dalmatian languages）是羅曼語族的一個下屬分支，通行範圍包括了義大利、科西嘉島和克羅埃西亞的達爾馬提亞海岸地區。義大利-達爾馬提亞語支可以再細分為義大利羅曼語和達爾馬提亞羅曼語。
通常依然，羅曼語族有四個分支，即爲西羅曼語支、意大利-達爾馬提亞語支、薩丁語支和東羅馬語支。但是根據其他不同意見，意大利-達爾馬提亞語支的位置亦可爲：
- 該語支有時會被歸入東羅馬語支，若按此分類，則羅曼語族分爲西支、南支及東支；
- 該語支有時會被歸入西羅馬語支，合併爲意大利-西羅曼語支，此分類下，分支重組爲意大利-西羅馬、南支及東支；但該分法亦有另外一個變種，即拆分意大利-達爾馬提亞語支，將當中的意大利語-羅曼諸如歸入意大利-西羅曼語支，而達爾馬提亞語則歸入東羅曼語支。
- 科西嘉語有時會和薩丁語重組爲南羅曼語支，這時羅曼語族的分類則爲西支、意大利-達爾馬提亞支、南支和東支。

| 義大利‑達爾馬提亞語支 | \| \| 达尔马提亚语 Dalmatian dlm \| \| \| \| \| \| 伊斯特拉語 Istriot ist \| \| \| \| \| \| 意大利语 Italian ita \| \| \| \| \| \| 犹太-意大利语 Judeo Italian itk \| \| \| \| \| \| 那不勒斯语 Napoletano Calabrese nap \| \| \| \| \| \| 西西里语 Sicilian scn \| \| \| \| |
|                       | \| \| 达尔马提亚语 Dalmatian dlm \| \| \| \| \| \| 伊斯特拉語 Istriot ist \| \| \| \| \| \| 意大利语 Italian ita \| \| \| \| \| \| 犹太-意大利语 Judeo Italian itk \| \| \| \| \| \| 那不勒斯语 Napoletano Calabrese nap \| \| \| \| \| \| 西西里语 Sicilian scn \| \| \| \| |
|                       | 达尔马提亚语 Dalmatian dlm |
|                       | |
|                       | 伊斯特拉語 Istriot ist |
|                       | |
|                       | 意大利语 Italian ita |
|                       | |
|                       | 犹太-意大利语 Judeo Italian itk |
|                       | |
|                       | 那不勒斯语 Napoletano Calabrese nap |
|                       | |
|                       | 西西里语 Sicilian scn |
|                       | |

## 下屬語言
根據互相理解性，該語系可細分爲以下小語支：

### 達爾馬提亞語
- 達爾馬提亞語曾流通於克羅地亞的達爾馬提亞地區，但於19世紀滅絕。
- 伊斯特拉語是瀕危語言，現主要在克羅地亞的伊斯特拉半岛還有人使用。

### 威尼斯語
威尼斯語有是會從高盧意大利語支中分出，並歸入該語支，並且通常會和伊斯特拉語合成另外一個小分支。但是根據民族語及Glottolog的分類方法，威尼斯語並不屬於該語支，而伊斯特拉語則依然繼續保留在該語支。

### 標準意大利語
意大利語是羅曼語族中最接近拉丁語的語言，並且在意大利、瑞士、聖馬力諾、梵蒂岡及西伊斯特里亞半島（屬斯洛文尼亞及克羅地亞）擁有官方語言地位。意大利語亦曾經是阿爾巴尼亞、馬耳他及摩納哥的官方語言，但現今依然在這些地區廣泛流通。而在意大利的前殖民地意屬東非和意屬北非，意大利語依然在不同領域有着重要作用。同時，澳大利亞和美洲亦擁有大量的海外意大利人，很多人依舊使用着意大利語。意大利語最早主要是基於托斯卡納語，尤其是佛羅倫薩方言。之後隨着意大利語各地語言的影響，最終形成了標準意大利語發音，亦稱修訂佛羅倫薩發音（意大利語：Pronuncia Fiorentina Emendata）。修訂發音主要基於羅馬方言，導致現代標準意大利語大大不同於托斯卡納語。

### 猶太-意大利語
猶太-意大利語是一種10世紀至20世紀時期猶太人社區所使用的意大利語變種，主要流通於意大利和希臘（克基拉島和扎金索斯州）。

### 托斯卡納語

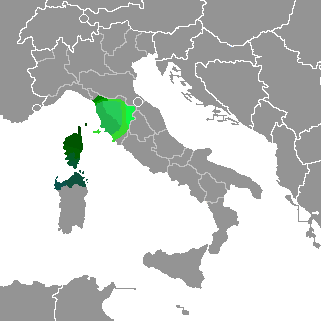
托斯卡納語分支

- 托斯卡納語分支托斯卡納語-科西嘉語：該組語言流通於意大利的托斯卡納地區及法國的科西嘉島，並有以下方言：
- 北部方言
  - 佛羅倫薩方言，曾是意大利語的標準口音；
- 南部方言
- 科西嘉語，通行於科西嘉島，被認爲源自托斯卡納語[8]。
  - 薩丁島北端通行的薩沙里語和加盧拉語有是亦會被認爲是科西嘉語的方言，或者是科西嘉語和薩丁語之間的過渡語言

### 中部意大利語

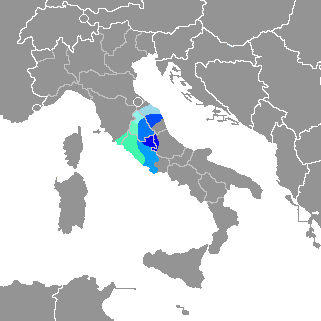
中部意大利語分支

主要流通於意大利中部的拉素大區、翁布里亞大區、馬爾凱大區、托斯卡尼大區南部以及一小部分阿布魯佐大區，並有以下方言：
- 馬爾凱方言（使用於馬爾凱大區中部）
- 翁布里亞方言（使用於翁布里亞大區）
- 薩比努方言（使用語拉奎拉和列蒂省）
- 羅馬方言（主要使用於羅馬首都廣域市）
- 羅馬城堡方言（使用於羅馬城堡區）
- 喬恰里亞方言（喬恰里亞地區和拉素大區南部）

### 那不勒斯語

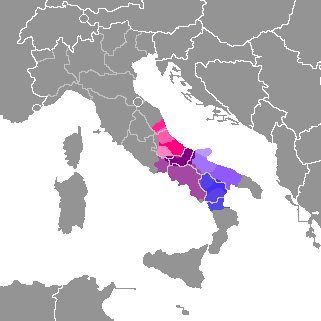
那不勒斯語分支

那不勒斯語亦稱中南部意大利語或南部意大利語，主要有以下方言：
- 坎帕尼亞方言，流通於坎帕尼亞大區和拉素大區南部；
- 阿布魯佐方言，流通於阿布魯佐大區和馬爾凱大區南部；
- 莫利塞方言，流通於莫利塞大區；
- 巴西利卡塔方言，亦稱盧卡尼亞方言，主要流通於巴西利卡塔大區；
- 普利亞方言，流通於普利亞大區；
- 北卡拉布里亞方言，流通於卡拉布里亞大區北部的科森扎省；
- 瓦斯托方言，流通於小鎮瓦斯托

### 西西里語

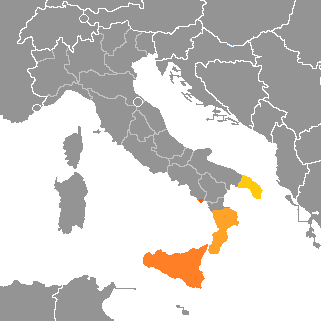
西西里語分支

- 西西里語，又被稱作極南意大利語，主要有以下方言：
  - 西西里本島方言，通行於西西里島；
  - 西西里方言亦通行於埃奧利群島及潘泰萊里亞；
  - 南卡拉布里亞方言[9]，流通於卡拉布里亞大區的中部與南部；
  - 薩蘭托方言，通行於普利亞大區南部的薩蘭托半島；
  - 南奇倫托方言，主要流通於處於坎奇倫托地區南端的兩個市鎮羅夫拉諾和羅卡格洛廖薩。
- 奇倫托方言，主要通行於奇倫托地區，受中部及南部意大利語影響